# Lorenzo Perosi
Lorenzo Perosi, född 21 december 1872 i Tortona, Piemonte, död 12 oktober 1956 i Rom, var en italiensk präst och kompositör av sakral musik.

## Biografi
Lorenzo Perosis far var kyrkokapellmästare . Perosi studerade musik vid Milanos konservatorium 1892–1893 och för Franz Xaver Haberl i Regensburg 1894, ingick därunder i andliga ståndet, blev 1894 kapell- och kördirektor vid Markuskyrkan i Venedig och kallades 1898 till den än mer hedrande platsen som dirigent för Sixtinska kapellets kör. År 1903 fick Perosi titeln påvlig kammarherre. Han gjorde sig som kompositör först (1897) bemärkt med några oratorier, vilkas konstlösa enkelhet i stilen högeligen förvånade allmänheten och genom att framkalla andaktskänslor vande den ifrån den inrotade smaken för modern teatralisk kyrkomusik samt sålunda i Italien banat väg för det av Pius X påbjudna återupptagandet av Palestrinastilen inom romersk-katolska kyrkan. 
Sedermera har man hos Pelosi funnit en strävan att genom en slags sammansmältning av Palestrina, Bach och (vad modern orkestrering beträffar) Wagner åstadkomma en ny musikstil, som emellertid företer en ganska obestämd uppsyn. Dock förnekas ej, att han är en talang med skolning och allvarssyften samt i synnerhet i orkesterverk åstadkommer verkningsfulla detaljer, präglade av känsla eller lidelse. Hans frodiga oratoriealstring omfattar sådana ämnen som Lasarus uppväckande, Markuspassion, Kristi förklaring (alla tre 1897), Kristi uppståndelse, Mose, Yttersta domen, Kristi intåg i Jerusalem, II Santo (den helige Antonius), Transitus animæ (1908), Vespertina oratio (1911), Påskoratorium, Juloratorium, Requiem, Tedeum, varjämte han skrivit mässor (minst 25), psalmer, motetter, orgelstycken, en andlig opera om Leo den store (1902), en världslig opera om Romeo och Julia ävensom en serie orkestersviter till hyllande av Italiens mest berömda städer (Rom, Florens, Venedig, Neapel, Messina, Bologna).

## Verk i urval
- Missa Te Deum Laudamus per due voci pari
- Missa Cerviana per tre voci maschili
- Requiem per tre voci maschili
- Missa Pontificalis I e II per tre voci miste
- Missa Benedicamus Domino per quattro voci miste
- Missa Eucharistica per quattro voci miste
- Missa in honorem Beati Caroli in rito ambrosiano per cinque voci dispari
- Passione: Passione di Cristo secondo San Marco (trilogia sacra per soli, coro e orchestra)
- Stabat mater (1902)
- Ave Maria per 2 voci pari
- Moteter och oratorier: Domine, salvum me fac, In coena Domini, Tu es Petrus, Oremus Pro Pontifice, Sacerdos et Pontifex, Ave verum corpus, La Resurrezione di Cristo, Transitus Animae, Mosè, La Resurrezione di Lazzaro, Il Natale del Redentore, La Trasfigurazione di nostro Signore Gesù Cristo, L'entrata di Cristo in Gerusalemme, La strage degli innocenti
- Psalmer: Beatus vir, Laudate Pueri, Dixit Dominus.